# John Fogerty
John Cameron Fogerty (Berkeley, Californië, 28 mei 1945) is een Amerikaans singer-songwriter. Hij is vooral bekend als voorman van de rockgroep Creedence Clearwater Revival. Karakteristiek is zijn raspende stem en zijn vermogen om pakkende gitaar-riffs te bedenken.

## Creedence Clearwater Revival
Fogerty en zijn broer Tom vormden een bandje in El Cerrito, Californië, aan het eind van de jaren vijftig, als Tommy Fogerty and the Blue Velvets. De naam werd, door toedoen van de platenmaatschappij die hen wilde contracteren (Fantasy), veranderd in The Golliwogs in 1964.
In 1968 bracht de band zijn eerste album uit onder de naam Creedence Clearwater Revival. Deze naam had de band in 1967 aangenomen. Op dit album stonden onder andere covers als Susie Q en I Put a Spell on You, die hun eerste hits werden. Nadien volgden vele hitsingles, waaronder Proud Mary, Fortunate Son, Up Around the Bend, Green River, Down on the Corner, Travelin' Band, Lookin' Out My Back Door, Bad Moon Rising en Who'll Stop the Rain.
Door onderlinge spanningen vertrok Tom na het zesde album, Pendulum. De andere bandleden wilden meer invloed in de composities en uitvoering, aangezien Fogerty de bepalende factor was. Dit experiment duurde één album, Mardi Gras en de groep ging in 1973 uit elkaar.

## Solo

John Fogerty logo

Fogerty brengt nadien enkele soloalbums uit. In 1973 Blue Ridge Rangers met country-covers, waarbij hij alle instrumenten zelf bespeelt en in 1975 John Fogerty, waar onder andere Rocking All Over The World op staat, later een grote hit voor Status Quo. Ondertussen ruziet Fogerty met Fantasy Records over de royalty's van zijn CCR-songs. In 1985 komt Centerfield uit. Dit wordt een succes in de VS. Op dit album staat het nummer The Old Man Down The Road. Platenmaatschappij Fantasy klaagt Fogerty aan, omdat dit nummer te veel zou lijken op Run Through the Jungle van CCR. Fogerty wint het proces door de songs voor te spelen in de rechtszaal en de rechter ervan te overtuigen dat het wel degelijk een andere song is. Maar de mogelijkheid op een eventuele reünie is voor altijd verkeken, zoals Fogerty in interviews benadrukt. In 1986 komt het album 'Eye of the Zombie' uit, dat door critici slecht wordt ontvangen. Hierna trekt Fogerty zich voor lange tijd terug uit de muziekwereld. In 1993 wordt Creedence Clearwater Revival in de Rock and Roll Hall of Fame opgenomen. Fogerty weigert met zijn oud-collega's op te treden tijdens deze huldiging en speelt enkele CCR-nummers samen met Bruce Springsteen. Pas in 1997 komt Fogerty met een nieuw album, Blue Moon Swamp, dat wordt bekroond met een Grammy Award. In 1998 verschijnt het live-album Premonition, waarbij hij onder andere weer zijn oude CCR-songs ten gehore brengt. In 2004 wordt het album Deja Vu (All Over Again) uitgebracht. Inmiddels zijn Fogerty en Fantasy Records met elkaar verzoend, wat Fogerty de gelegenheid geeft zijn oude repertoire weer op te pakken. De reden is dat Fantasy is verkocht en het nieuwe management de zaak met Fogerty schikt. In 2006 wordt onder het label van Fantasy een verzamelalbum uitgebracht van CCR-songs en songs van Fogerty zelf, genoemd "The Long Road Home".

Fogerty heeft in september 2007 een nieuw studio-album uitgebracht en gaat weer op wereldtournee. Dit nieuwe album heet "Revival". Als onderdeel van de "Revival Tour" treedt Fogerty op 20 juni 2008 op in Ahoy Rotterdam.

Op 2 september 2009 komt er een nieuw album uit. Het is een vervolg van de "Blue Ridge Rangers" uit 1973 en heeft als titel 'Blue ridge rangers ride again'. Het betreft hier wederom covers uit de country and western scene, van o.a. John Denver & Ricky Nelson. Ook staat hier een eigen cover op: 'Change in the weather' van het album 'Eye of the zombie' uit 1986. Aan het album verlenen ook Bruce Springsteen en enige leden van The Eagles hun medewerking.

## John de songwriter
In songs als Who'll Stop The Rain, Have You Ever Seen The Rain en Fortunate Son levert Fogerty kritiek op de Vietnamoorlog. Vandaar dat deze muziek prominent aanwezig is in de populaire televisieserie Tour of Duty.

Met het album Deja Vu (All Over Again) levert Fogerty kritiek op de Irakoorlog en wijst hij op de vergelijking (Deja Vu) met de Vietnamoorlog.
Veel liedjes gaan over het diepe zuiden van Amerika. Fogerty kent dit deel van zijn land alleen uit verhalen, die hij als kind gretig tot zich nam, aangezien hij in een voorstad van San Francisco is geboren en getogen.

Het mysterieuze van het moerasland inspireerde hem tot songs als Walking On The Water, Green River, Born On The Bayou, Bad Moon Rising en It Came Out Of The Sky. Fogerty zingt hierom met een aangedikt 'Southern' accent en draagt vaak een houthakkershemd.
Er gaan geruchten dat met Proud Mary mari(y)huana bedoeld wordt. Fogerty zelf verklaart dat het verhaal draait om een stoomboot en dat hij vaak bepaalde woorden en teksten achter elkaar zet omdat ze lekker klinken en niet altijd een verhaal te vertellen hebben. Zo is Willy and the Poor Boys, de naam van een CCR-album én een zin in het refrein van Down On The Corner, gebaseerd op Winnie de Poeh. Hieruit blijkt dus dat Fogerty niet altijd zijn teksten voor een onderliggende boodschap gebruikt.

## Discografie

### Albums
| Album met eventuele hitnotering(en) in de Nederlandse Album Top 100   | Datum van verschijnen | Datum van binnenkomst | Hoogste positie | Aantal weken | Opmerkingen |
| --------------------------------------------------------------------- | --------------------- | --------------------- | --------------- | ------------ | ----------- |
| Blue Ridge Rangers                                                    | 1973                  | -                     |                 |              |             |
| John Fogerty                                                          | 1975                  | -                     |                 |              |             |
| Hoodoo                                                                | 1976                  | -                     |                 |              | unreleased  |
| Centerfield                                                           | 1985                  | 19-01-1985            | 7               | 16           |             |
| Eye of the zombie                                                     | 1986                  | 04-10-1986            | 45              | 6            |             |
| Blue moon swamp                                                       | 1997                  | 07-06-1997            | 22              | 17           |             |
| Premonition                                                           | 1998                  | 13-06-1998            | 39              | 11           | Livealbum   |
| Deja vu (All over again)                                              | 2004                  | 25-09-2004            | 54              | 6            |             |
| The long road home (The ultimate John Fogerty - Creedence collection) | 2005                  | 18-03-2005            | 6               | 30           |             |
| Revival                                                               | 2007                  | 06-10-2007            | 22              | 13           |             |
| The Blue Ridge Rangers rides again                                    | 2009                  | 05-09-2009            | 25              | 7            |             |
| Wrote a song for everyone                                             | 2013                  | 28-05-2013            |                 |              |             |

| Album met hitnotering(en) in de Vlaamse Ultratop 200 albums | Datum van verschijnen | Datum van binnenkomst | Hoogste positie | Aantal weken   | Opmerkingen |
| ----------------------------------------------------------- | --------------------- | --------------------- | --------------- | -------------- | ----------- |
| Blue moon swamp                                             | 1997                  | 14-06-1997            | 13              | Grammy Award\| |             |
| Premonition                                                 | 1998                  | 20-06-1998            | 15              | 7              | Livealbum   |
| Deja vu (All over again)                                    | 2004                  | 09-10-2004            | 38              | 6              |             |
| Revival                                                     | 2007                  | 06-10-2007            | 31              | 8              |             |
| The Blue Ridge Rangers rides again                          | 2009                  | 12-09-2009            | 39              | 5              |             |
| Wrote a song for everyone                                   | 2013                  | 28-05-2013            |                 |                |             |

### Singles
| Single met eventuele hitnotering(en) in de Nederlandse Top 40 | Datum van verschijnen | Datum van binnenkomst | Hoogste positie | Aantal weken | Opmerkingen            |
| ------------------------------------------------------------- | --------------------- | --------------------- | --------------- | ------------ | ---------------------- |
| Jambalaya (On the bayou)                                      | 1973                  | 20-01-1973            | 14              | 4            | als Blue Ridge Rangers |
| Hearts of stone                                               | 1973                  | 12-05-1973            | 16              | 6            | als Blue Ridge Rangers |
| Rockin' all over the world                                    | 1975                  | -                     | tip 4           | -            |                        |
| The old man down the road                                     | 1985                  | 09-03-1985            | 34              | 3            |                        |

### DVD
- Premonition (1998)
- The Long Road Home - In Concert (2006)
- Revival - 2008 Tour Edition - Exclusive Bonus DVD (2008)
- The Blue Ridge Rangers Rides Again - Exclusive Bonus DVD (2009)

| Dvd's met hitnoteringen in de Nederlandse Music Top 30      | Datum van verschijnen | Datum van binnenkomst | Hoogste positie | Aantal weken | Opmerkingen |
| ----------------------------------------------------------- | --------------------- | --------------------- | --------------- | ------------ | ----------- |
| The long road home - in concert                             | 2006                  | 08-07-2006            | 1(1wk)          | 37           |             |
| Comin' Down the road - the concert at the Royal Albert Hall | 2009                  | 14-11-2009            | 15              | 5            |             |